# Корейская чайная церемония
Корейские чайные церемонии (кор. 다례) — разновидности чайной церемонии, практикуемых в Корее. Термин «таре» буквально означает «этикет чаепития» или «чайный ритуал» и сохраняется среди корейцев уже более тысячи лет. Хотя существуют записи о придворных чайных церемониях в эпохи Корё и раннего Чосон, к периоду правления Сонджо (1590-е годы) эта практика практически исчезла. Корейский чай в основном травяной и употребляется без сложных церемоний в японском стиле.

## История

### Ранний период
Первое историческое упоминание о подношении чая духам предков относится к 661 году, когда чай был поднесён духу короля Суро, основателя государства Кымгван Кая (42-562). Хроники эпохи Корё (918—1392) свидетельствуют, что в буддийских храмах совершались чайные подношения духам почитаемых монахов.
Важные государственные ритуалы с чаепитием проводились чиновниками специального ведомства «Табан». По крайней мере один такой ритуал зафиксирован в «Горёса яэджи» («Неофициальная история Корё») при описании приёма китайских послов.

### Эпоха Чосон
В период Чосон (1392—1910) ритуальное чаепитие продолжало развиваться. Ведомство «Табан» сохранило организацию основных королевских церемоний. Чай использовался в простых ритуалах королевской семьи и аристократии — «дневная чайная церемония» проводилась регулярно, а «особая чайная церемония» — по особым случаям. Эти ритуалы были кодифицированы в 1474 году в «Гукчо ореюи» («Пять государственных ритуалов»). Подобные термины уникальны и не встречаются в других странах.
Однако проблемы с выращиванием чая изменили подход к его производству. В отличие от чайных регионов Китая или Японии, климат Корейского полуострова значительно холоднее, а сезон сбора чая приходится на раннюю весну. В это время горные чайные плантации оставались слишком холодными и опасными из-за диких животных. Старое корейское название чая «соллок» (설록, 雪綠) буквально означает «чайные листья, собранные на заснеженных горных склонах». Эта ситуация создавала проблемы как в эпоху Корё, так и в Чосон.
Чайные плантации традиционно располагались в житницах Кореи[уточнить], а сезон сбора чая совпадал с посевной зерновых. Из-за высокой стоимости чая фермеры[уточнить] платили высокий чайный налог, что негативно сказывалось на урожаях зерновых[уточнить]. В эпоху Корё многие чиновники и конфуцианские учёные, такие как Ли Джехён (이제현}) и Ли Гюбо (이규보), выступали против этого. В конце эпохи Корё, как записано в «Юду рюрок» (кор. 유두류록), фермеры[уточнить] массово вырубали и сжигали чайные деревья в знак протеста против налога. В эпоху Чосон, основанную на конфуцианстве, ведомство «Табан» сохранилось, но масштабы производства чая сократили для защиты сельского хозяйства. Это надолго затормозило развитие чайной промышленности, и за пределами аристократических семей (янбан) и королевской семьи традиционная чайная культура сохранилась лишь в немногих регионах.
К середине эпохи Чосон чаепитие пришло в упадок, сохранившись лишь в поминальных ритуалах. Когда китайский генерал Ян Хао во время Имдинской войны сказал королю Сонджо (1567—1601), что обнаружил в Корее чайные растения высшего качества и что «если продавать этот чай в Ляодуне, можно получить серебряную монету за каждые десять фунтов чая — достаточно для покупки десяти тысяч лошадей», король ответил: «В нашей стране нет обычая пить чай».

### Поздний Чосон — японская оккупация и 1980-е
Чай был заново введён в Корею японцами в 1890-х годах, одновременно с кофе. Появились первые корейские чайные — «табан». Один из первых открылся в 1902 году в гостинице Сонтаг в Сеуле. Культура «табан» распространилась по всей Корее в период японской оккупации. С 1930-х по 1980-е самым популярным напитком в «табан» был ссанхвачха — сладкий травяной напиток без настоящего чая. Вторым по популярности был «хончха» — чёрный чай по-западному. Никаких церемоний с этими напитками не проводилось.

## Виды чая
Первоначально в церемониях использовались прессованные плитки чёрного чая, аналогичные китайскому пуэру. Ценились выдержанные сорта, особенно импортированные из Китая. Однако современный корейский чай в основном зерновой или травяной и часто не содержит чайных листов.